# 키아라 페라니
키아라 페라니(Chiara Ferragni, 1987년 5월 7일 ~ )는 이탈리아의 블로거, 패션 디자이너이다. 2015년 포브스 "30세 이하의 30인 아트 스타일 부문"에 선정된 30인 중 1명이다.